# Голд-Рівер (Каліфорнія)
Голд-Рівер (англ. Gold River) — переписна місцевість (CDP) в США, в окрузі Сакраменто штату Каліфорнія. Населення — 7844 особи (2020).

## Географія
Голд-Рівер розташований за координатами 38°37′36″ пн. ш. 121°14′57″ зх. д. / 38.62667° пн. ш. 121.24917° зх. д. (38.626784, -121.249246).  За даними Бюро перепису населення США в 2010 році переписна місцевість мала площу 7,05 км², з яких 6,83 км² — суходіл та 0,22 км² — водойми.

## Демографія
Згідно з переписом 2010 року, у переписній місцевості мешкало 7912 осіб у 3335 домогосподарствах у складі 2361 родини. Густота населення становила 1123 особи/км².  Було 3505 помешкань (497/км²).
Расовий склад населення:
| - 73,8 % — білих - 18,0 % — азіатів - 2,5 % — чорних або афроамериканців - 0,4 % — вихідців з тихоокеанських островів - 0,3 % — корінних американців - 1,2 % — осіб інших рас |

До двох чи більше рас належало 3,9 %. Частка іспаномовних становила 6,5 % від усіх жителів.
За віковим діапазоном населення розподілялося таким чином: 20,0 % — особи молодші 18 років, 60,3 % — особи у віці 18—64 років, 19,7 % — особи у віці 65 років та старші. Медіана віку мешканця становила 49,7 року. На 100 осіб жіночої статі у переписній місцевості припадало 90,9 чоловіків;  на 100 жінок у віці від 18 років та старших — 87,4 чоловіків також старших 18 років.
Середній дохід на одне домашнє господарство  становив 139 886 доларів США (медіана — 107 721), а середній дохід на одну сім'ю — 161 374 долари (медіана — 122 250). Медіана доходів становила 100 323 долари для чоловіків та 66 364 долари для жінок. За межею бідності перебувало 4,5 % осіб, у тому числі 5,4 % дітей у віці до 18 років та 1,9 % осіб у віці 65 років та старших.
Цивільне працевлаштоване населення становило 3415 осіб. Основні галузі зайнятості: освіта, охорона здоров'я та соціальна допомога — 24,7 %, публічна адміністрація — 16,8 %, науковці, спеціалісти, менеджери — 14,5 %.